# Santiago Key Ayala
Santiago Key Ayala (Caracas, Venezuela, 25 de abril de 1874 - Ibídem, 21 de agosto de 1959) fue un escritor e internacionalista venezolano. Fue delegado ante la Asamblea de la Sociedad de Naciones, el Tribunal de La Haya y la Conferencia Panamericana en La Habana. Fue miembro de la Academia de la Lengua y de la Academia Nacional de la Historia de Venezuela.

## Vida
Fue hijo de Fernando Key Rodríguez y de Ana Ayala Anzola. En la Universidad Central de Venezuela (UCV) cursa estudios de filosofía, matemáticas y ciencias naturales, al mismo tiempo se vincula con El Cojo Ilustrado. Tiempo después se dedica a estudios universitarios en ingeniería y en ciencias políticas, durante esta nueva etapa se relaciona con la revista Cosmópolis, aunque más tarde se desligaría de ella. Se convierte en funcionario del Ministerio de Relaciones Exteriores y ocupa importantes cargos tanto nacional como internacionalmente.
En 1936, es nombrado ministro plenipotenciario de los Estados Unidos de Venezuela en el Reino de Italia. Así mismo, representa también al país en la Conferencia Plenipotenciaria que trataría los límites con Colombia.

## Obras
- Vida ejemplar de Simón Bolívar. Premio Municipal de Lieratura (1942)
- Luz de Bolívar, Cuba y Martí
- Bajo el Signo del Ávila (1949)
- Series hemero-bibliográficas
- Aluvión Hemerográfico
- Cateos de bibliografía
- Monosílabos trilíteros de la lengua castellana (1952)